# Hylaeus daviesiae
Hylaeus daviesiae là một loài Hymenoptera trong họ Colletidae. Loài này được Houston mô tả khoa học năm 1981.